# يوسف ميرسين
يوسف ميرسين (بالتركية: Yusuf Mersin)‏ (23 سبتمبر 1994 بلندن في المملكة المتحدة - ) هو لاعب كرة قدم تركي في مركز حراسة المرمى. لعب مع نادي ليفربول.

## وصلات خارجية
- يوسف ميرسين على موقع اتحاد تركيا (لاعب) (الإنجليزية)
- يوسف ميرسين على موقع قاعدة بيانات كرة القدم.إي يو (الإنجليزية)
- يوسف ميرسين على موقع Soccerway.com (الإنجليزية)